# Giannīs Chlōros
Giannīs Chlōros (in greco Γιάννης Χλωρός?; Schwabach, 30 ottobre 1978) è un ex calciatore greco, di ruolo attaccante.

## Carriera
Ha giocato complessivamente 205 partite nella massima serie greca con varie squadre.

## Palmarès

### Club

#### Competizioni nazionali
- Football League: 1

Panthrakikos: 2011-2012